# Kanton Périers
Der Kanton Périers war von 1790 bis 2015 ein französischer Kanton im Arrondissement Coutances, im Département Manche und in der Region Basse-Normandie; sein Hauptort war Périers. Der Kanton war 136 km² groß und hatte 1999 6.199 Einwohner, was einer Bevölkerungsdichte von 45,6 Einwohnern pro km² entsprach. 

## Gemeinden
Der Kanton bestand aus zwölf Gemeinden:
| Gemeinde                 | Einwohner Jahr | Fläche km² | Bevölkerungsdichte | Code INSEE | Postleitzahl |
| ------------------------ | -------------- | ---------- | ------------------ | ---------- | ------------ |
| Baupte                   | 443 (2013)     | –          | – Einw./km²        | 50036      | 50500        |
| Feugères                 | 351 (2013)     | –          | – Einw./km²        | 50181      | 50190        |
| Gonfreville              | 155 (2013)     | –          | – Einw./km²        | 50208      | 50190        |
| Gorges                   | 349 (2013)     | –          | – Einw./km²        | 50210      | 50190        |
| Marchésieux              | 728 (2013)     | –          | – Einw./km²        | 50289      | 50190        |
| Nay                      | 75 (2013)      | –          | – Einw./km²        | 50368      | 50190        |
| Périers                  | 2.356 (2013)   | –          | – Einw./km²        | 50394      | 50190        |
| Le Plessis-Lastelle      | 252 (2013)     | –          | – Einw./km²        | 50405      | 50250        |
| Saint-Germain-sur-Sèves  | 207 (2013)     | –          | – Einw./km²        | 50482      | 50190        |
| Saint-Jores              | 363 (2013)     | –          | – Einw./km²        | 50497      | 50250        |
| Saint-Martin-d’Aubigny   | 589 (2013)     | –          | – Einw./km²        | 50510      | 50190        |
| Saint-Sébastien-de-Raids | 345 (2013)     | –          | – Einw./km²        | 50552      | 50190        |

## Bevölkerungsentwicklung
| 1962 | 1968 | 1975 | 1982 | 1990 | 1999 | 2006 |
| ---- | ---- | ---- | ---- | ---- | ---- | ---- |
| 6761 | 6772 | 6608 | 6469 | 6223 | 6199 | 6205 |